# Anhydrophryne hewitti
Espèce
Synonymes
- Arthroleptella hewitti FitzSimons, 1947
- Arthroleptella hewitti hewitti FitzSimons, 1947
- Arthroleptella hewitti minor FitzSimons, 1947
- Arthroleptis lawrencei Loveridge, 1954

Statut de conservation UICN

 LC  : Préoccupation mineure
Anhydrophryne hewitti est une espèce d'amphibiens de la famille des Pyxicephalidae.

## Répartition
Cette espèce est endémique de la province de KwaZulu-Natal en Afrique du Sud. Elle pourrait être présente au Lesotho.

## Étymologie
Son nom d'espèce lui a été donné en référence à John Hewitt, zoologiste sud-africain d'origine britannique.

## Publication originale
- FitzSimons, 1947 : Descriptions of new species and subspecies of reptiles and amphibians from Natal, together with notes on some other little known species. Annals of the Natal Museum, vol. 11, no 1, p. 111–137 (texte intégral).